# Dhurgham Ismail
Dhurgham Ismail Dawood Al-Quraishi, arab. ضرغام إسماعيل داوود القريشي (ur. 23 maja 1994 w Al-Amarze) – iracki piłkarz występujący na pozycji lewego obrońcy w Çaykur Rizesporze i reprezentacji Iraku.

## Kariera klubowa
Dhurgham Ismail zawodową karierę rozpoczął w klubie Al-Shorta SC z Bagdadu, z którym podpisał kontrakt mając 16 lat. Z klubem tym w sezonie 2012/2013 zdobył mistrzostwo Iraku. Al-Shorta była również liderem tabeli w kolejnym sezonie, kiedy 18 czerwca rozgrywki zostały zawieszone ze względu na wojnę z Państwem Islamskim. W sezonie 2014/2015 został wybrany najlepszym piłkarzem sezonu w Al-Shorta SC oraz został włączony do galerii sław klubu. Ismail strzelał gole w każdym z sześciu ostatnich meczów dla Al-Shorta.
15 sierpnia 2015 Dhurgham Ismail został wypożyczony do Çaykur Rizesporu. Zastąpił tam Alego Adnana, innego irackiego lewego obrońcę, który również grał w koszulce z numerem 53. Po zakończeniu wypożyczenia Dhurgam Ismail został wykupiony przez turecki zespół, z którym podpisał kontrakt obowiązujący do połowy 2020 roku.
| Sezon     | Klub            | Kraj   | Rozgrywki | Mecze | Gole |
| --------- | --------------- | ------ | --------- | ----- | ---- |
| 2015/2016 | Çaykur Rizespor | Turcja | Süper Lig | 20    | 0    |
| 2016/2017 | Çaykur Rizespor | Turcja | Süper Lig | 22    | 1    |

Stan na 27 lutego 2017.

## Kariera reprezentacyjna
W 2012 roku Ismail z reprezentacją Iraku U-19 wystąpił w mistrzostwach świata U-20. Azjaci wygrali fazę grupową i odpadli dopiero w półfinale po przegranej serii rzutów karnych z Urugwajem, a następnie w meczu o trzecie miejsce ulegli Ghanie.
W 2014 roku z młodzieżową reprezentacją Iraku Dhurgham Ismail zdobył brązowy medal igrzysk azjatyckich. W 2016 roku uczestniczył w Letnich Igrzyskach Olimpijskich 2016, gdzie Irakijczycy odpadli w fazie grupowej.
W pierwszej reprezentacji Ismail zadebiutował 12 stycznia 2013 w wygranym 2:0 meczu z Jemenem w fazie grupowej Pucharu Zatoki Perskiej. Strzelił wówczas pierwszego gola po uderzeniu z rzutu wolnego. Puchar Zatoki Perskiej w piłce nożnej 2013 Irakijczycy zakończyli na drugim miejscu.
Dhurgam Ismail został także powołany na Puchar Azji w Piłce Nożnej 2015. W ćwierćfinale turnieju strzelił gola w dogrywce przeciwko Iranowi. Wykorzystał również rzut karny w serii „jedenastek”. Irak zajął na tym turniej czwarte miejsce, a Ismail został wybrany najlepszym lewym obrońcą turnieju.